# Basketball-Ozeanienmeisterschaft 1999
Die Basketball-Ozeanienmeisterschaft 1999, die 14. Basketball-Ozeanienmeisterschaft, fand zwischen dem 30. September und 2. Oktober 1999 in Auckland, Neuseeland statt, das zum neunten Mal die Meisterschaft ausrichtete. Gewinner war der Gastgeber, der zum ersten Mal den Titel erringen konnte. Im Finale konnte Guam klar geschlagen werden. Da Australien als Ausrichter der Olympischen Sommerspiele 2000 automatisch für das olympische Turnier gesetzt war, nahm die Nationalmannschaft Australiens nicht am Turnier teil, was dazu führte, dass zum ersten Mal seit Bestehen des Turniers 1971 mit Neuseeland eine andere Mannschaft als Australien Basketball-Ozeanienmeister wurde. Für Guam war es die erste Teilnahme am Turnier.

## Teilnehmende Mannschaften
Guam

 Neuseeland

## Modus
Der Basketball-Ozeanienmeister 1999 wurde in einer Entscheidungspartie ermittelt.

## Ergebnisse
| 2. Oktober 1999 |  | Neuseeland | 125 – 43 | Guam |  |
| 2. Oktober 1999 |  |            |          |      |  |
| 2. Oktober 1999 |  |            |          |      |  |
| 2. Oktober 1999 |  |            |          |      |  |

| Neuseeland          |
| Meister Neuseeland  |
| Erste Meisterschaft |

## Abschlussplatzierung
| Rang | Mannschaft |
| ---- | ---------- |
| 1    | Neuseeland |
| 2    | Guam       |

Neuseeland qualifizierte sich durch den Erfolg für die Olympischen Sommerspiele 2000 in Sydney, Australien.